# Keith Donnellan
Keith Sedgwick Donnellan (/ˈ d ɒ n əl ə n / ; 25 juin 1931 – 20 février 2015) est un philosophe américain et professeur de philosophie (plus tard professeur émérite) à l'Université de Californie à Los Angeles.
Donnellan contribue à la philosophie du langage, notamment à l'analyse des noms propres et des descriptions définies. Il critique la théorie des descriptions définies de Bertrand Russell pour avoir négligé la distinction entre l'utilisation référentielle et attributive des descriptions définies.
Donnellan passe la majeure partie de sa carrière à l'UCLA après avoir également enseigné à l'université où il a obtenu son doctorat, l'Université Cornell.

## Travail philosophique

### Noms propres
En 1970, les philosophes analytiques acceptent largement une vision concernant la relation de référence qui existe entre les noms propres et ce qu'ils nomment, connue sous le nom de descriptivisme et attribuée à Bertrand Russell. Le descriptivisme soutient que les noms propres ordinaires (par exemple, « Socrate », « Richard Feynman » et « Madagascar ») peuvent être paraphrasés par des descriptions définies (par exemple, « le philosophe préféré de Platon », « l'homme qui a conçu la théorie de l'électrodynamique quantique » et « la plus grande île au large de la côte sud-est de l'Afrique »). Saul Kripke donne une série de trois conférences à l'Université de Princeton en 1970, publiées plus tard sous le titre Naming and Necessity, dans lesquelles il s'oppose au descriptivisme et esquisse la théorie causale-historique de la référence selon laquelle chaque nom propre désigne nécessairement un objet particulier et que l'identité de l'objet ainsi désigné est déterminée par l'histoire de l'utilisation du nom. Ces conférences ont une grande influence et  marquent le déclin de la popularité du descriptivisme. La vision alternative de Kripke n'est pas, selon ses propres dires, pleinement développée dans ses conférences. Les travaux de Donnellan sur les noms propres comptent parmi les premiers et les plus influents développements de la théorie causale-historique de la référence.

### Descriptions
« Reference and Definite Descriptions » est l’un des essais les plus influents de Donnellan. Rédigé en réponse aux travaux de Bertrand Russell et de Peter Frederick Strawson dans le domaine des descriptions définies, l'essai développe une distinction entre « l'usage référentiel » et « l'usage attributif » d'une description définie. L'utilisation attributive reflète le plus fidèlement la compréhension des descriptions par Russell. Lorsqu'une personne utilise une description telle que « le meurtrier de Smith » de manière attributive, elle entend choisir l'individu qui correspond à cette description, quelle qu'elle soit. L'usage référentiel, en revanche, sert à repérer de qui ou de quoi parle un locuteur, afin que quelque chose puisse être dit à propos de cette personne ou de cette chose,.

## Publications
- Donnellan, « Reference and Definite Descriptions », The Philosophical Review, The Philosophical Review, Vol. 75, No. 3, vol. 75, no 3,‎ juillet 1966, p. 281–304 (DOI 10.2307/2183143, JSTOR 2183143)

- Keith S. Donnellan, Semantics of Natural Language, Dordrecht, D. Reidel, 1972, 356–379 (ISBN 9789027701954, lire en ligne ), « Proper Names and Identifying Descriptions »

- Donnellan, « Speaking of Nothing », Philosophical Review, vol. 83, no 1,‎ 1974, p. 3–31 (DOI 10.2307/2183871, JSTOR 2183871)

- Donnellan, « The Contingent A Priori and Rigid Designators », Midwest Studies in Philosophy, vol. 2, no 2,‎ 1977, p. 12–27 (DOI 10.1111/j.1475-4975.1977.tb00025.x)

- Keith S. Donnellan, Syntax and Semantics 9: Pragmatics, New York, Academic Press, 1978, 47–68 p., « Speaker Reference, Descriptions, and Anaphora »

- Keith S. Donnellan, Essays on Reference, Language, and Mind, New York, Oxford University Press, 2012